# Coulrofilia

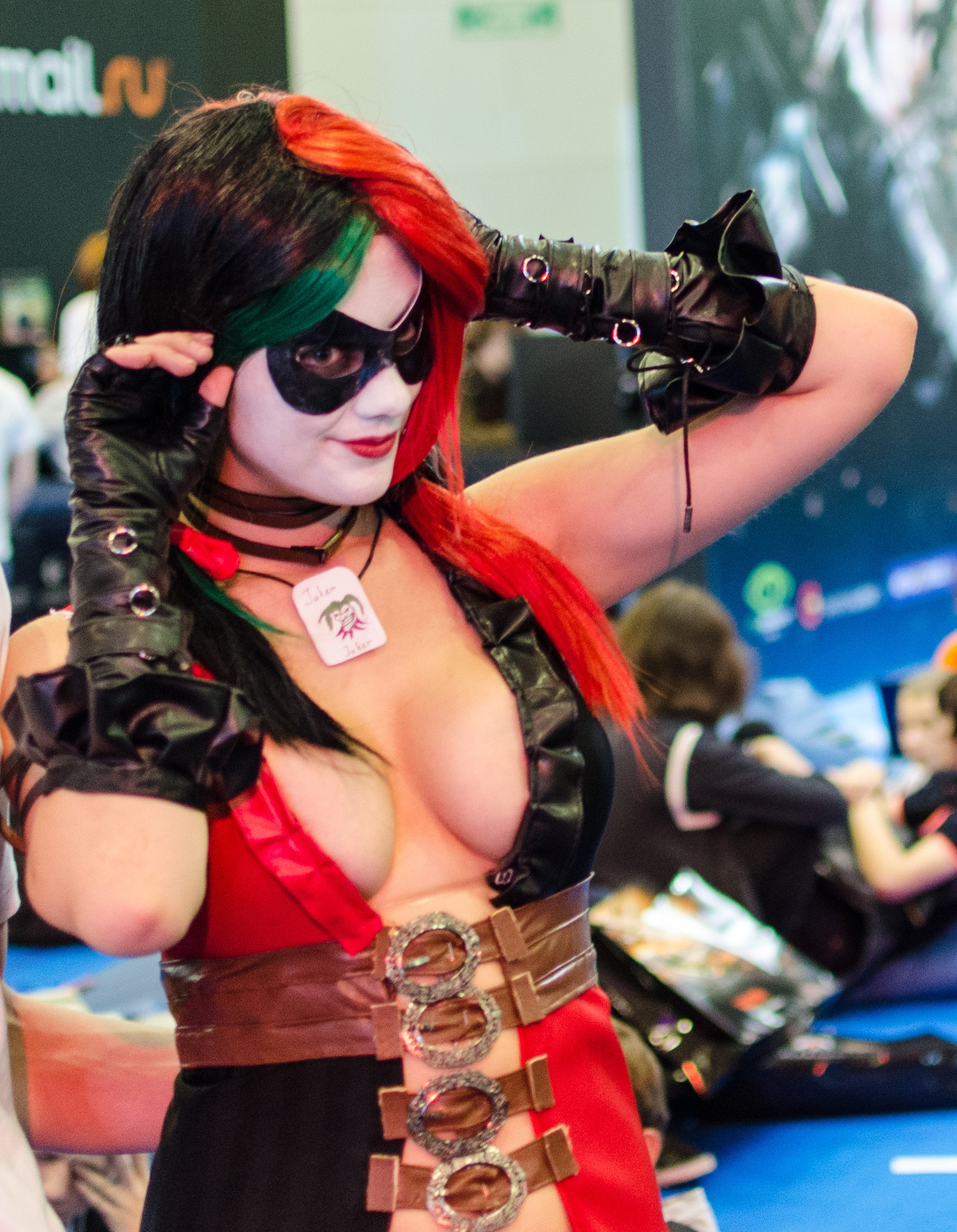
Una modelo promocional vestida como Harley Quinn con un disfraz revelador de payaso en IgroMir 2012.

La coulrofilia es una parafilia hacia los payasos. Existe una subcultura asociada dedicada a ello, y algunos coulrófilos también temen a los payasos.

## Comunidad
La comunidad de coulrofilia está relacionada con la comunidad BDSM, y ambas suelen utilizar accesorios y moda fetichista como medio para la excitación sexual. Los coulrófilos pueden consumir pornografía que represente a personas disfrazadas de payasos, o pueden utilizar dichos disfraces y personajes de payasos en el sexo. Algunos autodenominados coulrófilos han citado la tontería y la falta de seriedad mostradas por los payasos como un punto de atracción, mientras que otros han declarado que disfrutan de la humillación erótica. Trabajadoras sexuales payaso notables incluyen a Hollie Stevens, Miss Quin, y Sugar Weasel.
Los miembros de la comunidad pueden comunicarse en línea mediante foros, sitios web y subreddits. Desde 2017, el término clussy (un acrónimo de la palabra clown, «payaso», y pussy, «coño») ha sido utilizado en línea por personas atraídas por los payasos.
La coulrofilia puede cruzarse con la coulrofobia, y algunos miembros de la subcultura se excitan por su miedo a los payasos. Después del fenómeno de los payasos de 2016, según Pornhub, las búsquedas de pornografía de payasos en su sitio aumentaron en un 213 por ciento, y las mujeres tenían un 33 por ciento más de probabilidades de buscarla que los hombres. De manera similar, el sitio web XHamster informó que las búsquedas de pornografía de payasos aumentaron en un 50 por ciento en el mismo período. Casi al mismo tiempo, estrenó la película It, creando un grupo online de fanes que se sintieron atraídos sexualmente por Pennywise. De manera similar, Geiru Toneido, una payaso homicida ficticia de Phoenix Wright: Ace Attorney – Spirit of Justice, ha desarrollado notoriedad en línea por su atractivo sexual.Un caso más Reciente fue por la atracción sexual hacia la personaje de la Serie de The amazing digital circus "Pomni".